# سيلفرثورن (كولورادو)
سيلفرثورن (بالإنجليزية: Silverthorne, Colorado)‏ هي بلدة تقع في مقاطعة سميت، كولورادو بولاية كولورادو في الولايات المتحدة. تبلغ مساحتها 8.3 (كم²)، وترتفع عن سطح البحر 2754 م، بلغ عدد سكانها 3887 نسمة في عام 2010 حسب إحصاء مكتب تعداد الولايات المتحدة .

## وصلات خارجية
- Town of Silverthorne
- The US50 - Cities and Towns in Colorado State
- Colorado Cities and Towns, Facts, Map, Flag, Colleges, Government, and More